# Pygophora brandti
Pygophora brandti är en tvåvingeart som beskrevs av Crosskey 1962. Pygophora brandti ingår i släktet Pygophora och familjen husflugor. Inga underarter finns listade i Catalogue of Life.